# Teoría H & H
La teoría de la hiper y la hipoarticulación (teoría H&H), expuesta por Björn Lindblom, se basa en que el habla del emisor y la percepción de lo emitido por parte del receptor están condicionadas por procesos biológicos generales, de manera que la producción lingüística del emisor se adaptará a las demandas comunicativas y situacionales.
El emisor deberá adaptar sus enunciados tanto a los factores relacionados con su propia producción (factores biológicos) como a las constricciones externas (situacionales, donde entra en juego el receptor). El hablante ideal se adaptará, por tanto, al acceso a la información para el que el oyente está capacitado. Estas adaptaciones pueden variar en un continuo que va del habla hiperarticulada al habla hipoarticulada.

## Habla hiperarticulada e hipoarticulada
No puede comprenderse la teoría H&H sin atender, aunque sea brevemente, a los conceptos de habla hiperarticulada e hipoarticulada.
El habla hipoarticulada se orienta a la emisión y, por ello, se adapta a los principios de economía y plasticidad. El emisor, en la medida en que sea posible, reducirá sus esfuerzos articulatorios para producir enunciados, siempre que el emisor los comprenda. 
Este principio de economización se refleja en cualquier movimiento cotidiano. Para la producción de enunciados, se demuestra su vigencia por parte de Nelson, Perkel y Westbury (1984), en cuyo experimento comparan los movimientos de la mandíbula en producciones progresivamente más rápidas de la secuencia “wags” y la sílaba “sa”. Comprueban que los movimientos de la mandíbula son menores a medida que el tiempo de producción es más breve. 
De cualquier modo, a pesar de que el sistema de habla tiende a minimizar los esfuerzos articulatorios, el hablante siempre tiene la opción de no hacerlo. De esta manera, encontraríamos, en el lado opuesto del continuo, el concepto contrario.
El habla hiperarticulada, en lugar de orientarse a la salida de información, lo hace al sistema de control. Es decir, el emisor adapta sus producciones lingüísticas todo lo necesario para favorecer que, en una situación comunicativa determinada, su receptor pueda descodificarlas correctamente. 
En definitiva, el hablante necesita controlar que sus atributos de señal posean suficiente contraste o suficiente poder discriminativo para que su interlocutor pueda realizar un correcto acceso al léxico.

### Ejemplo

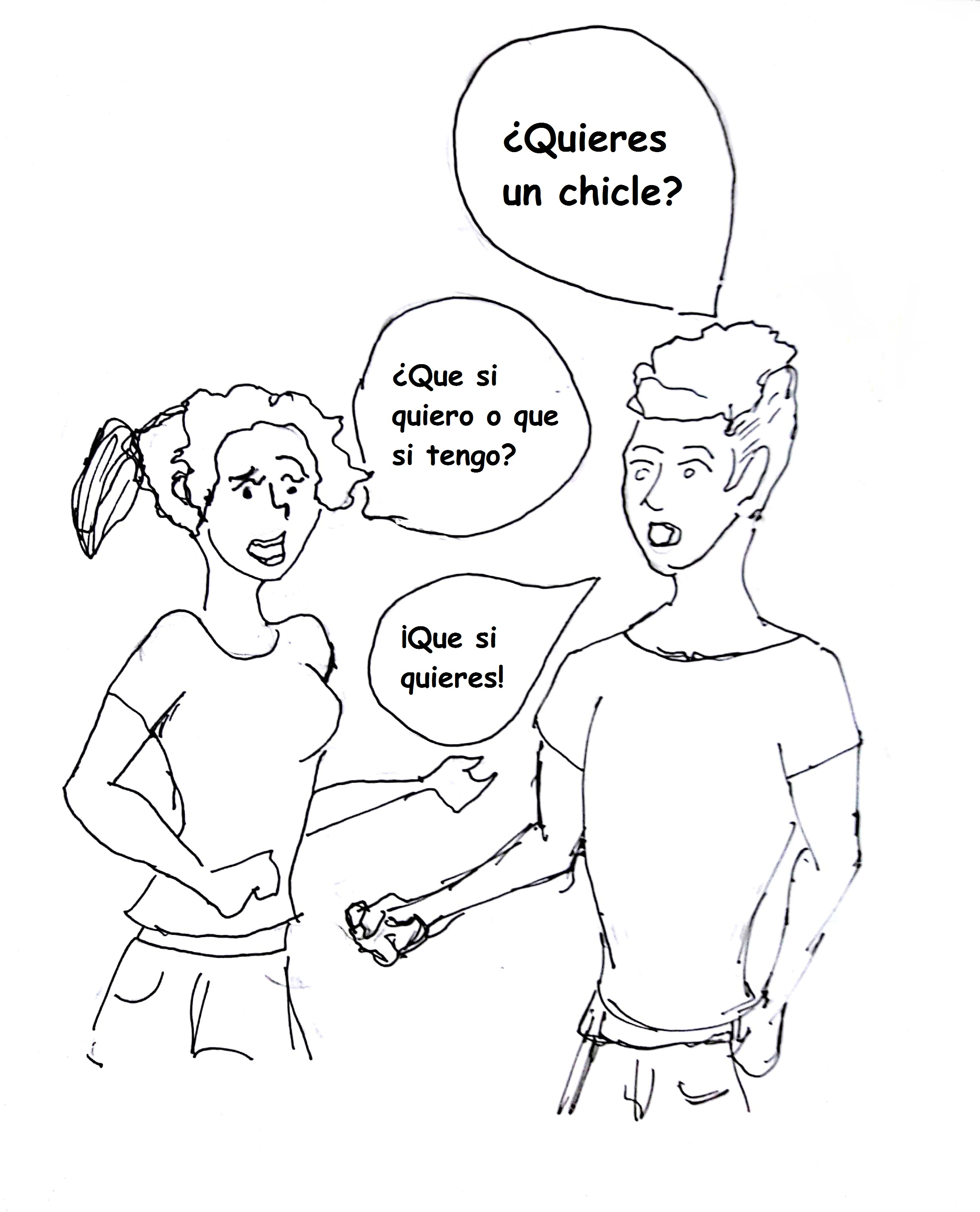
Ilustración del ejemplo

Para ilustrar el concepto, se plantea una situación de la vida cotidiana:
A le pregunta a B: ¿Tienes un chicle?
B responde: ¿Que si quiero o que si tengo?
A: ¡Que si tienes!
En el primer enunciado, A produce su emisión con un esfuerzo articulatorio mínimo, el que está habituado a  emplear. Cuando B no descodifica bien la información, A vuelve a emitirla  maximizando sus esfuerzos articulatorios de manera que B pueda interpretar su enunciado de forma correcta.
Esto ocurre porque ambos verbos tienen características acústicas similares. 
- La barra de explosión de /k/ presenta resonancias altas cuando va seguida de vocal anterior. Por eso se puede confundir con la /t/, que siempre presenta energía en las altas frecuencias.
- La /n/ es una sonante, igual que la /ɾ/. Si se pronuncia muy rápido (breve), puede no percibirse la nasalidad y confundirse con una percusiva (que es breve por definición).

## La variación fonética
La teoría H&H parte del estudio de los sonidos del habla en contexto. Así, se encuentra con el problema de la invariaza, puesto que es difícil aportar una definición físico-fonética para una categoría léxica o fonética concreta que sea constante y libre de contexto.
Como quiera que no se puede medir una categoría léxica neutra, la teoría H&H asume que la falta de invarianza que exhiben las señales de habla es una consecuencia directa de su organización adaptativa.

## Objetivo y meta
Partiendo de la premisa anterior, Lindblom crea la teoría H&H no para explicar la invarianza sino para delimitar cuál es la discriminabilidad suficiente (necesaria para que el receptor descodifique correctamente la información) y definir el tipo de señales de habla que importan para este criterio.
La meta sería construir una teoría cuantitativa y demostrable que funcione y que permita explicar el funcionamiento de habla hiper e hipoarticulada.

## El argumento de la Teoría H&H
La Teoría H&H se basa en cuatro principios, dos relacionados con la producción y otros dos con la percepción.
Los principios de producción son: 
- El control motor del habla está orientado al futuro; o sea, está guiado por el propósito de transmitir la información y se organiza prospectivamente.
- Cuantas menos restricciones de salida existen en un movimiento articulatorio, la forma lingüística producida tendrá un menor coste de comportamiento.

Los dos principios de percepción se centran en: 
- Que la percepción del habla incluye discriminación sobre los elementos del lexicón del oyente, en tanto que el acceso al léxico es una función capaz de distinguir los estímulos acústicos.
- Que el proceso de discriminación está facilitado por procesos, puesto que el acceso al léxico está impulsado por el conocimiento, un proceso de señal complementaria.

Por lo tanto, la cantidad de información que debe contener una producción lingüística varía entre enunciados y dentro del propio enunciado, según lo requiera el interlocutor. En el caso ideal, el hablante considera que el oyente está contribuyendo a interpretar la señal durante el transcurso del enunciado mediante su conocimiento (o señal complementaria). 

## Hipótesis de trabajo
Lindblom plantea que, tanto durante el desarrollo del habla en la niñez como en el lenguaje adulto, los hablantes se van adaptando a las condiciones señaladas anteriormente. De esta manera, irán desarrollando una “sensación” para interpretar cuál es el “valor de supervivencia” de una forma fonética (hasta dónde puede distinguirse o no), en un proceso que funciona de forma similar al de la selección natural. 
Por eso, el habla varía sistemática – y continuamente – a lo largo de las dimensiones H (hiper) & H (hipo) articulación.  